# آکیرا کوبو
آکیرا کوبو (انگلیسی: Akira Kubo؛ زادهٔ ۱ دسامبر ۱۹۳۶) هنرپیشه ژاپنی است. وی از سال ۱۹۵۲ میلادی تاکنون مشغول فعالیت بوده‌است.
از فیلم‌هایی که وی در آن نقش داشته است، می‌توان به سریر خون و پسر گودزیلا اشاره کرد.